# Ереванско метро
Ереванският метрополитен е системата от линии и станции на метрото в Ереван, Армения.
Пълното име е: Еревански метрополитен „Карен Демирчян“ (на арменски: Կարեն Դեմիրճյանի անվան Երևանի Մետրոպոլիտեն).
Открито е на 7 март 1981 г. Има 10 метростанции, разположени на линията „Шенгавит“ – „Чарбах“. Обща дължина на линията – 12,1 км.
Строителството започва през 1970-те години – отначало като метро-трамвай, но в хода на строителството плановете са преработени и прераства в метро.

## Подвижен състав
Ереванското метро се обслужва от метросъстави от типа „81 – 717/714“, производство на „Метровагонмаш“, гр. Митищи, Русия.
Използват се двувагонни композиции, съставени от двата челни вагона (81 – 717), а междинните вагони (81 – 714) не се използват и престояват в депото. Обслужва се от депо „Чарбах“.

## Открити участъци
- 7 март 1981 г.: „Дружба“ – „Давид Сасунски“ (без „Площад на Републиката“ и „Войвода Андраник“)
- декември 1981 г.: станция „Площад на Републиката“
- 11 юли 1983 г.: участък „Давид Сасунски“ – „Заводска“
- 26 декември 1985 г.: участък „Заводска“ – „Шенгавит“
- 4 януари 1987 г.: участък „Шенгавит“ – „Площад Гарегин Нжде“
- 2 декември 1989 г.: станция „Войвода Андраник“
- 26 декември 1996 г.: разклонение на линията „Шенгавит“ – „Чарбах“